# Веласко, Роэль
Роэль Веласко (филипп. Roel Velasco; род. 26 июня 1969, Баго) — филиппинский боксёр, представитель первой наилегчайшей весовой категории. Выступал за сборную Филиппин по боксу на всём протяжении 1990-х годов, бронзовый призёр летних Олимпийских игр в Барселоне, серебряный призёр чемпионата мира, обладатель бронзовой медали Игр доброй воли, чемпион Азии, победитель и призёр многих турниров международного уровня. Также известен как тренер по боксу. Старший брат Мансуэто Веласко.

## Биография
Роэль Веласко родился 26 июня 1969 года в городе Баго провинции Западный Негрос, Филиппины.
Впервые заявил о себе на международной арене в 1991 году, когда вошёл в основной состав филиппинской национальной сборной и одержал победу на Арафурских играх в Австралии. Побывал и на чемпионате мира в Сиднее, где на стадии 1/8 финала первой наилегчайшей весовой категории был остановлен венгром Палом Лакаташом.
В 1992 году выиграл чемпионат Азии в Бангкоке, победил на Кубке Акрополиса в Афинах и благодаря череде удачных выступлений удостоился права защищать честь страны на летних Олимпийских играх в Барселоне — в категории до 48 кг благополучно прошёл первых троих соперников по турнирной сетке, тогда как в полуфинале досрочно в первом же раунде уступил кубинцу Рохелио Марсело и получил тем самым бронзовую олимпийскую медаль.
После Олимпиады Веласко остался в главной боксёрской команде Филиппин и продолжил принимать участие в крупнейших международных турнирах. Так, в 1993 году он выиграл домашний Кубок мэра в Маниле, в 1994 году дошёл до четвертьфинала на Кубке мира в Бангкоке, в 1996 году стал бронзовым призёром международного турнира «Хиральдо Кордова Кардин» на Кубе и выступил на Кубке химии в Галле, где на стадии четвертьфиналов был побеждён болгарином Даниелем Петровым.
На мировом первенстве 1997 года в Будапеште добрался в первом наилегчайшем весе до финала, в решающем поединке потерпел поражение от представителя Кубы Маикро Ромеро и получил серебро. Также отметился победой на Кубке Мухаммеда Али в Луисвилле и на международном турнире «Трофео Италия» в Неаполе. При этом на турнире «Хиральдо Кордова Кардин» остановился в четвертьфинале, проиграв мексиканцу Либорио Ромеро.
В 1998 году завоевал бронзовую медаль на Играх доброй воли в Нью-Йорке, уступив в полуфинале россиянину Александру Налбандяну (стал первым филиппинцем, сумевшим попасть в число призёров на Играх доброй воли). Кроме того, боксировал на Азиатских играх в Бангкоке, но дошёл здесь только до четвертьфинала.
Последний раз показывал сколько-нибудь значимые результаты на международном уровне в сезоне 1999 года, когда помимо прочего выступил на турнире Multi Nations в Ливерпуле, откуда привёз награду бронзового достоинства.
Завершив спортивную карьеру, служил на флоте, имел звание петти-офицера I класса. Одновременно с этим занимался и тренерской деятельностью, работал тренером в национальной сборной Филиппин по боксу.
Его младший брат Мансуэто Веласко тоже стал достаточно известным боксёром, серебряный призёр Олимпийских игр, чемпион Азиатских игр.